# Io faccio
Io faccio è un singolo del disc jockey italiano Big Fish, il secondo estratto dal secondo album in studio Niente di personale e pubblicato l'8 gennaio 2013.
Il brano ha visto la partecipazione vocale del cantautore italiano Morgan ed è stato presentato in anteprima dal vivo agli Hip Hop Awards 2012 come ultima canzone della serata.

## Video musicale
Il videoclip, diretto da Rino Stefano Tagliafierro, è stato pubblicato il 7 gennaio 2013.

## Tracce
1. Io faccio (feat. Morgan) – 4:18